# The Stranger
The Stranger är ett musikalbum av Billy Joel som släpptes 1977 på skivbolaget Columbia. Det blev betydligt mer framgångsrikt än hans föregående skiva Turnstiles och han fick hitsinglar med låtarna "Just the Way You Are", " She's Always a Woman", och "Movin' Out". Albumet blev år 2003 listat som nummer 67 i magasinet Rolling Stones lista The 500 Greatest Albums of All Time.
Albumet är sedan 2008 invalt i Grammy Hall of Fame.

## Låtlista
Alla låtar skrivna av Billy Joel.
Sida 1
1. "Movin' Out (Anthony's Song)" – 3:30
2. "The Stranger" – 5:10
3. "Just the Way You Are" – 4:52
4. "Scenes from an Italian Restaurant" – 7:37

Sida 2
1. "Vienna" – 3:34
2. "Only the Good Die Young" – 3:55
3. "She's Always a Woman" – 3:21
4. "Get It Right the First Time" – 3:57
5. "Everybody Has a Dream/The Stranger (Reprise)" – 6:38

## Listplaceringar
| Lista (1978)   | Position              |
| -------------- | --------------------- |
| Australien     | 3 (Kent Music Report) |
| Frankrike      | 15                    |
| Island         | 3                     |
| Kanada         | 2 (RPM)               |
| Nederländerna  | 36                    |
| Nya Zeeland    | 2                     |
| Storbritannien | 24 (UK Albums Chart)  |
| USA            | 2 (Billboard 200)     |